# Rhamnus kayacikii
Rhamnus kayacikii är en brakvedsväxtart som beskrevs av John Jefferson Davis och Yalt.. Rhamnus kayacikii ingår i släktet getaplar, och familjen brakvedsväxter. Inga underarter finns listade i Catalogue of Life.